# Иплул-Иль

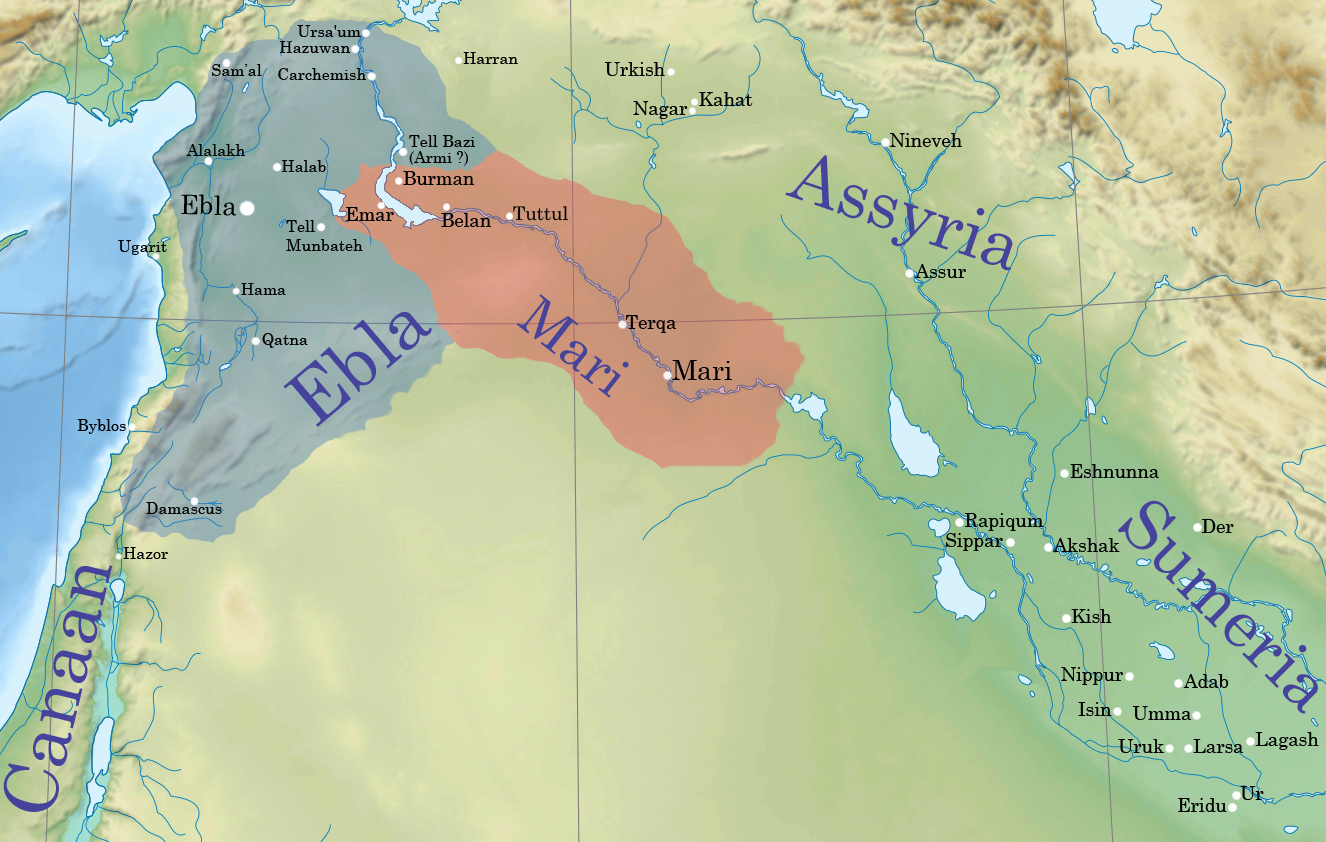
Карта Второго царства Мари

Иплул-Иль (Иблул-Ил) — царь города-государства Мари. Упоминание о нем обнаружено в отчете полководца (лугаля) города Эблы Энна-Дагана, который вел войну с Мари в связи с тем, что это государство выразило открытое неподчинение условиям, навязываемым правителем Эблы соседним городам-государствам в вопросах торговли. Войска Иплул-Иля захватили торговые пути Эблы, что послужило поводом для начала войны. Расплата была жестокой, о чем свидетельствует письмо Энна-Дагана:

Город Абуру и город Илги, стоящие на территории Белана, осадил я [Энна-Даган] и нанёс поражение царю Мари: гору трупов оставил я на землях Лабанана, гору трупов оставил я в Эмаре и Лалании. Галалабов и торговые пути я освободил. Иблул-Илу, царю Мари и Ассура, нанес я поражение в Захиране и оставил семь гор трупов. 
Потерпевший поражение Мари обязали выплатить дань в размере 2193 мины серебра и 26 сиклей золота.